# Ричард Тейлър (икономист)
Ричард Тейлър (на английски: Richard Thaler) е американски икономист.

## Биография
Роден е на 12 септември 1945 г. в Източен Ориндж, Ню Джърси, в еврейско семейство на актюер и учителка. През 1967 г. завършва Университета на Западния резерв „Кейс“, след което получава магистърска (1970) и докторска (1974) степен от Рочестърския университет, където започва да преподава.
След това работи в Университета „Корнел“ от 1978 г. и в Чикагския университет от 1995 г., като се занимава главно с поведенческа икономика.
През 2017 г. получава Нобелова награда за икономика.